# Barcarrota
Barcarrota település Spanyolországban, Badajoz tartományban. Barcarrota Almendral, Salvaleón, Jerez de los Caballeros, Higuera de Vargas, Olivenza és Badajoz községekkel határos. Lakosainak száma 3473 fő (2024).

## Népesség
A település lakosságának változását az alábbi diagram mutatja:
| Lakosok száma | 3717 | 3660 | 3518 | 3698 | 3708 | 3631 | 3621 | 3510 | 3505 | 3473 |
|               | 2001 | 2004 | 2006 | 2009 | 2011 | 2014 | 2016 | 2019 | 2021 | 2024 |